# Rodbourne Cheney
Rodbourne Cheney är en stadsdel i Swindon, i civil parish Central Swindon North, i distriktet Swindon, i grevskapet Wiltshire, i England. Rodbourne Cheney var en civil parish fram till 1928 när blev den en del av Haydon Wick och Swindon. Civil parish hade 2 115 invånare år 1921. Byn nämndes i Domedagsboken (Domesday Book) år 1086, och kallades då Hardenehus.